# Have Dash
Have Dash là một chương trình phát triển tên lửa không đối không tàng hình của Không quân Mỹ. Mặc dù tên lửa Have Dash II dường như đã được thử nghiệm, nhưng kết quả của chương trình vẫn không được tiết lộ, và tên lửa không được đưa vào sản xuất quy mô lớn.

## Have Dash I
Have Dash I là một chương trình bí mật nhằm phát triển tên lửa không đối không dành cho máy bay tàng hình. Thiết kế sơ bộ được thực hiện bởi Phòng thí nghiệm phát triển vũ khí của Không quân Mỹ từ năm 1985 đến năm 1988 tuy nhiên không phát triển đến mức sản phẩm thử nghiệm.

## Have Dash II
Have Dash II, là một nỗ lực để phát triển một loại tên lửa không đối không tàng hình, được trang bị trên các máy bay đang phát triển trong chương trình Advanced Tactical Fighter – YF-22 và YF-23 – và để thay thế tên lửa AIM-120 AMRAAM.
Have Dash II có thiết kế thân composite,mặt cắt tên lửa dạng hình thang, làm giảm diện tích phản xạ radar và giảm sự gia nhiệt trong khi bay siêu thanh ở tốc độ Mach 5. Hình dạng thân tên lửa cũng giúp nó có thể chứa trong khoang vũ khí chìm của máy bay, và bổ sung thêm lực nâng giúp tên lửa có khả năng thao diễn tốt hơn.
Nguyên mẫu tên lửa sử dụng động cơ nhiên liệu rắn Mk58 của Rocketdyne, cũng chính là loại sử dụng trên tên lửa AIM-7 Sparrow. Khi đi đến giai đoạn chế tạo hàng loạt, tên lửa được dự kiến sẽ trang bị động cơ ramjet, và có khả năng định vị dựa trên vệ tinh trên toàn hành trình bay, ở pha cuối sẽ sử dụng đầu dò hồng ngoại và đầu dò radar chủ động.
Việc thử nghiệm tên lửa dự kiến sẽ diễn ra vào năm 1992; dường như các thử nghiệm đã được tiến hành, với việc tên lửa được cân nhắc thử nghiệm sâu hơn đối với các ý tưởng thiết kế cải tiến. Tuy nhiên, các thử nghiệm về loại tên lửa này vẫn là bí mật và không có báo cáo nào về chương trình phát triển tên lửa tiếp th.

### Notes
1. 1 2 3 4 5 6  Popular Mechanics, March 1990
2. 1 2  "Have Dash II: Development Test and Evaluation of an Advanced Air-To-Air Missile Concept". Society of Experimental Test Pilots Symposium Proceedings, Volumes 36–37, p. 159. (1992)
3. 1 2 3 4 5 6  Parsch 2005
4. ↑  "Have Dash II bank-to-turn technology may be valuable for AMRAAM." Defense Daily, April 21, 1992.

### Bibliography
- Dane, Abe, biên tập (tháng 3 năm 1990). "Tech Update:Hypersonic Air-To-Air Missile". Popular Mechanics. 167 (3). New York: The Hearst Corporation: 18. ISSN 0032-4558. Truy cập ngày 29 tháng 12 năm 2010.
- Parsch, Andreas (2005). "Loral (Ford Aeronutronics) HAVE DASH II". Directory of U.S. Military Rockets and Missiles. designation-systems.net. Truy cập ngày 29 tháng 12 năm 2010.